# Marco Zanni
Marco Zanni (Lovere, 11 de julio de 1986) es un político italiano, miembro del Parlamento Europeo por la Liga.

## Biografía
Marco Zanni nació en Lovere, cerca de Bérgamo, en 1986. Se graduó en administración de empresas en la Universidad Bocconi de Milán y luego estudió en la Esade Business School en Barcelona. Después de completar su posgrado, fue contratado por Banca IMI, un banco de inversión italiano.
En mayo de 2014, se presentó a las elecciones al Parlamento Europeo por el populista y euroescéptico Movimiento 5 Estrellas. Fue elegido en el distrito electoral del noroeste de Italia, con 16.940 preferencias personales.
El 11 de enero de 2017, tras el intento fallido del M5S de unirse al grupo liberal ALDE, Zanni abandonó el movimiento y se unió al grupo de derecha Europa de las Naciones y de las Libertades (ENF). El 15 de mayo de 2018, se convirtió en miembro de la Liga, el partido populista de derecha dirigido por Matteo Salvini.
Zanni fue reelegido en las elecciones europeas de 2019, con 18.019 votos. La elección se caracterizó por una fuerte actuación de la Liga, que se convirtió en el partido más votado en Italia, con más del 34% de los votos. El 13 de junio, fue nombrado líder del grupo de derecha Identidad y Democracia (ID).